# 1897 год в истории железнодорожного транспорта
1897 год в истории железнодорожного транспорта

## События
- С июля начинает выходить ежемесячный журнал британских энтузиастов железнодорожного транспорта «The Railway Magazine».
- 3 сентября. Открыто железнодорожное сообщение по Уссурийской железной дороге от Владивостока до Хабаровска.
- 5 декабря выпущен первый паровоз Харьковского завода Русского паровозостроительного и механического акционерного общества (ХПЗ РПиМО), ныне завод имени Малышева.
- Начато строительство КВЖД.
- В России построена и испытана путеизмерительная тележка с электроизмерительным прибором, предложенная инженером И. Н. Ливчаком[1].
- Уральская железная дорога переименована в Пермь-Тюменскую железную дорогу[2].
- Открыто движение Вологда — Архангельск[3].
- Открыта Бологое-Псковская железная дорога[4].

## Новый подвижной состав
- начат массовый выпуск паровозов «нормального типа 1897 г.» (с 1912 г. — Од — «джойка»);
- в Англии для Юго-Западной железной дороги начат выпуск паровозов LSWR M7 class.